# أرانك
أرانك (بالفرنسية: Aranc) هي بلدية فرنسية تقع في إقليم الآن في فرنسا. رمز إنسي لها هو:1012. أما الرمز البريدي لها فهو: 1110.